# Chiesa del Santissimo Nome di Maria (Querce al Pino)
La chiesa del Santissimo Nome di Maria è un edificio religioso situato a Querce al Pino, nel comune di Chiusi.

## Storia
Nel 1586, dove sorgeva un tabernacolo con l'immagine della Madonna detta di Querce al Pino, fu costruita la chiesa, prima affidata ai francescani e poi ai gesuiti. Fu restaurata e ampliata alla fine del XVIII secolo. Durante l'ultima guerra la primitiva cappella fu quasi distrutta.

## Descrizione
L'edificio presenta il prospetto in cotto profilato in travertino, portale in travertino, campanile a vela con due campane.
L'interno, ad unica navata, conserva due altari nelle cappelle del transetto e l'altare maggiore, con un dipinto con la Madonna, Santa Mustiola, San Lorenzo e altri santi di scuola senese del secolo XVIII. Gli affreschi nel transetto destro raffigurano San Francesco e San Girolamo in preghiera e nelle lunette l'Annunciazione e la Sacra Famiglia (XVII secolo).